# Idaea flavior
Idaea flavior là một loài bướm đêm trong họ Geometridae.